# 特拉弗 (加利福尼亞州)
特拉弗（英語：Traver）是位於美國加利福尼亞州圖萊里縣的一個人口普查指定地區。

## 地理
特拉弗的座標為36°27′15″N 119°29′03″W / 36.45417°N 119.48417°W，而該地最高點為海拔高度88米（即289英尺）。

## 人口
根據2010年美國人口普查的數據，特拉弗的面積為2.184平方千米，當中陸地面積為0.173平方千米，而水域面積為0.000平方千米。當地共有人口713人，而人口密度為每平方千米326人。